# إنجيبورغ كورنيليوس
إنجيبورغ كورنيليوس (بالألمانية: Ingeborg Cornelius)‏ هي ممثلة نمساوية، ولدت في 4 يناير 1930 في فيينا في النمسا.

## وصلات خارجية
- إنجيبورغ كورنيليوس على موقع IMDb (الإنجليزية)
- إنجيبورغ كورنيليوس على موقع قاعدة بيانات الفيلم (الإنجليزية)
- إنجيبورغ كورنيليوس على موقع كينوبويسك (الروسية)